# Splošna licenca GNU
 Splošna licenca GNU (angleško GNU General Public License, GPL) je zelo uporabljana licenca za prosto programje. Napisal jo je Richard Matthew Stallman za projekt GNU. Zadnja različica licence (različica št. 3) je bila objavljena leta 2007. Obstaja tudi modificirana različica licence imenovana GNU Lesser General Public License (GNU LGPL ali kar LGPL), ki ni tako stroga v razmerju do odprtega programja in je prvotno bila mišljena kot licenca za programske knjižnice.
Nekaj časa nazaj smo dobili tudi slovenski prevod verzije 2, ki jo je prevedel Roman Maurer.

## Značilnosti
Nekaj značilnosti te licence:
- Ta licenca dovoljuje prosto razmnoževanje, urejanje kode, izboljševanje programa. Spremembe mora urejevalec poslati nazaj avtorju.
- Ta licenca dovoljuje prosto urejanje programov vendar morajo ostati odprtokodni
- Program izdan pod GPL se lahko prosto razmnožuje brezplačno oziroma s plačilom potrošnega materiala (CD, embalaža, ...)

## Zgodovina
GPL licenco je napisal Stallman, prvotno je bila namenjana za uporabo s programi, nastalimi pod okriljem projekta GNU. Zasnovana je na licenci za zgodnje različice programskih paketov GNU Emacs, GNU Debugger, GNU Compiler Collection, ... in ker je vsak program imel svojo verzijo licence, je bila njegova ideja ustvariti licenco, ki bo splošno uporabna za vse programe. Tako je nastala prva verzija lecence GPL leta 1989.
Večina programov še uporablja različico GPL v2, ki je bila objavljena leta 1991. Richard Stallman je napisal tudi licenco GNU Lesser General Public License (LGPL), ki ni tako stroga v razmerju do odprtega programja. Prvotno so jo uporabljali kot licenco za programske knjižnice.
V začetku leta 2006 je Richard Stallman začel pisati licenco GPL v3, ki je izšla 1. julija 2007. Med procesom priprave je prišlo do mnogih nesoglasij. Eno bolj odmevnih je bilo, da izvorna koda jedra operacijskega sistema GNU/Linux najverjetneje ne bo izdana pod GPL 3, saj je le-ta manj stroga in omogoča komercialno rabo programov, podobno kot LGPL. 3. in 2. različica licence vključujeta tudi pogoj: If you include code under this license in a larger program, the larger program must be under this license too., ki pa ju naredi nezdružljive. Tako avtor v svojem programu, ki je licenciran kot GPLv2, ne more vključiti kode iz programa licenciranega kot GPL v3 in obratno. Eden izmed komentarjev na nezdružljivost je bil, da bila dovoljena izjema za različne verzije te iste licence. Nezdružljivost pa ne pomeni tega, da na operacijskem sistemu licenciranem kot GPLv2 ne bi mogel poganjati programa licenciranega z GPLv3.